# Hippolyta Linea
L'Hippolyta Linea è una struttura geologica della superficie di Venere.